# Bruce Rowland
Pour les articles homonymes, voir Rowland.
Bruce Rowland, né à Melbourne le 9 mai 1942, est un compositeur australien de musiques de films.

## Filmographie
- 1982 : The Man From Snowy River (L'Homme de la rivière d'argent)
- 1983 : Now and Forever
- 1983 : Phar Lap
- 1983 : All the Rivers Run (feuilleton TV)
- 1985 : Anzacs (feuilleton TV)
- 1986 : Cool Change
- 1987 : Bigfoot (TV)
- 1987 : Running from the Guns
- 1987 : Miracle Down Under (TV)
- 1988 : Danger Down Under (TV)
- 1988 : Return to Snowy River
- 1988 : Backstage
- 1988 : Badlands 2005 (TV)
- 1989 : Cheetah
- 1990 : All the Rivers Run 2 (TV)
- 1990 : Gunsmoke: The Last Apache (TV)
- 1990 : Weekend with Kate
- 1991 : Fast Getaway
- 1991 : Which Way Home (TV)
- 1992 : Tracks of Glory (feuilleton TV)
- 1993 : The Feds (TV)
- 1993 : Gross Misconduct
- 1994 : Lightning Jack
- 1994 : André, mon meilleur copain
- 1994 : McKenna (série TV)
- 1995 : The Great Elephant Escape (TV)
- 1996 : Tashunga
- 1997 : Zeus and Roxanne
- 1997 : Tidal Wave: No Escape (TV)
- 1997 : Flash (TV)
- 1999 : Tribe (feuilleton TV)
- 1999 : Journey to the Center of the Earth (TV)
- 2001 : Bad Baby Amy
- 2003 : The Man from Snowy River: Arena Spectacular (TV)
- 2005 : The Mysterious Geographic Explorations of Jasper Morello